# Мишел Бранч
Мишел Џакет Десеврен Бранч (енгл. Michelle Jacquet DeSevren Branch; Седона, Аризона, 2. јул 1983) америчка је певачица, ауторка песама и глумица.
На музичкој сцени се појавила 2000. године. У наредне три године објавила је два албума која су продана у платинастим тиражима: The Spirit Room (2001) и Hotel Paper (2003). Синглови Everywhere, All You Wanted и Are You Happy Now? били су највећи хитови с тих албума. Група Santana је 2002. издала албум Shaman, на коме се нашла и песма The Game of Love, снимљена са Бранчовом. Ова нумера је била први сингл с поменутог албума, достигла је пето место на листи Билборд хот 100, а награђена је и Гремијем. Бранчова је 2005. године са својом дотадашњом пратећом певачицом Џесиком Харп основала кантри дуо The Wreckers. Дуо је наредне године објавио студијски албум Stand Still, Look Pretty, с ког се истакао сингл Leave the Pieces. Већ 2007. је дошло до разлаза састава, а музичарке су се посветиле соло каријерама.

## Дискографија

### Студијски албуми
- (2000)
- (2001)
- (2003)
- (2017)

### издања
- (2010)

## Филмографија
| Улоге Мишел Бранч |                     |               |             |                  |
| Година            | Српски назив        | Изворни назив | Улога       | Напомена         |
| 2001.             | Бафи, убица вампира |               | Мишел Бранч | ТВ серија, 1 еп. |
| 2002.             | Амерички снови      |               | Лесли Гор   | ТВ серија, 1 еп. |
| 2002.             | —                   |               | ди-џеј      |                  |